# Jorlang Hataran (plaats)
Jorlang Hataran is een bestuurslaag in het regentschap Simalungun van de provincie Noord-Sumatra, Indonesië. Jorlang Hataran telt 854 inwoners (volkstelling 2010).